# 둘리틀 공습
둘리틀 공습(영어: Doolittle Raid, 1942년 4월 18일)은 제임스 해롤드 둘리틀 중령이 지휘하는 B-25 미첼의 경폭격기 편대가 항공모함 USS 호넷 (CV-8)을 이륙하여 진주만 공습에 대한 복수로 일본 본토를 폭격한 사건이다.
지미 둘리틀 중령(당시 계급)의 지휘하에 도쿄, 요코하마, 요코스카, 가와사키, 나고야, 고베, 욧카이치, 와카야마, 오사카 등 일본 각지를 B-25 미첼 폭격기 16대로 폭격하였다. 이 공습으로 사상자 363명, 군 시설과 공장 등 약 350동의 피해를 입혔다. 불침의 하늘이라 호언장담하던 일본의 군부, 특히 일본 해군 상부에 준 충격은 엄청났고, 경미한 성과를 거둔 이 사건은 미국인들에게 큰 희망을 주었다.
결과적으로 일본 제국은 이 공습으로 인해 역사상 최초로 외국군에 의해 본토가 공격을 받았다. 또한 이 사건의 가장 큰 의의는 미군이 이 공습으로 얻은 노하우를 이용하여 히로시마 나가사키 원폭 투하를 실시했다는 점이다. 결과적으로 이 작전은 단순한 공습작전이 아닌, 히로시마 나가사키 원폭 투하를 하기 위한 예행연습이 되었다.

## 배경
일본 제국의 진주만 공격 이후 미군의 일방적인 패퇴가 계속되었고, 1942년 2월 24일에 일어난 일본 해군 잠수함의 미국 본토의 캘리포니아주 산타 바바라 엘우드의 정유소에 대한 포격은 미국 전역에 큰 충격을 주었다. 이에 따라 사기를 높이는 방책으로서 미군은 일본의 수도 도쿄를 폭격할 계획을 세웠다.
미국 육군은 장거리 폭격기를 보유하고 있었지만, 그 행동 반경 내에 일본을 포함하는 기지는 없었고, 소련의 영토는 일소 중립 조약 때문에 폭격을 위한 기지 사용은 실시할 수 없었다. 또, 미국 해군의 항공모함 함재기는 항속 거리가 짧고, 폭격을 위해서는 항공모함을 일본 근해에 접근시킬 필요가 있었는데, 이것은 태평양 상에서 유일하게 움직일 수 있는 항공모함 기동부대가 위험에 노출되는 것을 의미했다. 그런 가운데, 미국 해군의 잠수함 승무원이 "항속 거리가 긴 육군의 폭격기를 항공 모함으로부터 발진시키면 어떻겠는가"라고 루스벨트 대통령에 진언했다. 미군은 급히 B-25 폭격기를 항공모함의 짧은 비행 갑판으로부터 발진할 수 있도록 경량화를 도모했다.
육군 폭격기의 항공모함으로부터의 발진은 실전에서는 처음이며, 이 작전은 극비 사항으로 여겨졌다. 또, 폭격 이후 항공모함에 착함하는 것이 아니라, 일본 열도를 횡단해 당시 일본군과 전쟁중이던 중국 동부로 국민혁명군의 유도 신호 아래에서 착륙할 예정이었다. B-25를 탑재하는 항공 모함은 호넷 호였고, 엔터프라이즈 호가 호위를 맡아 뒤따르게 되었다.

## 경과

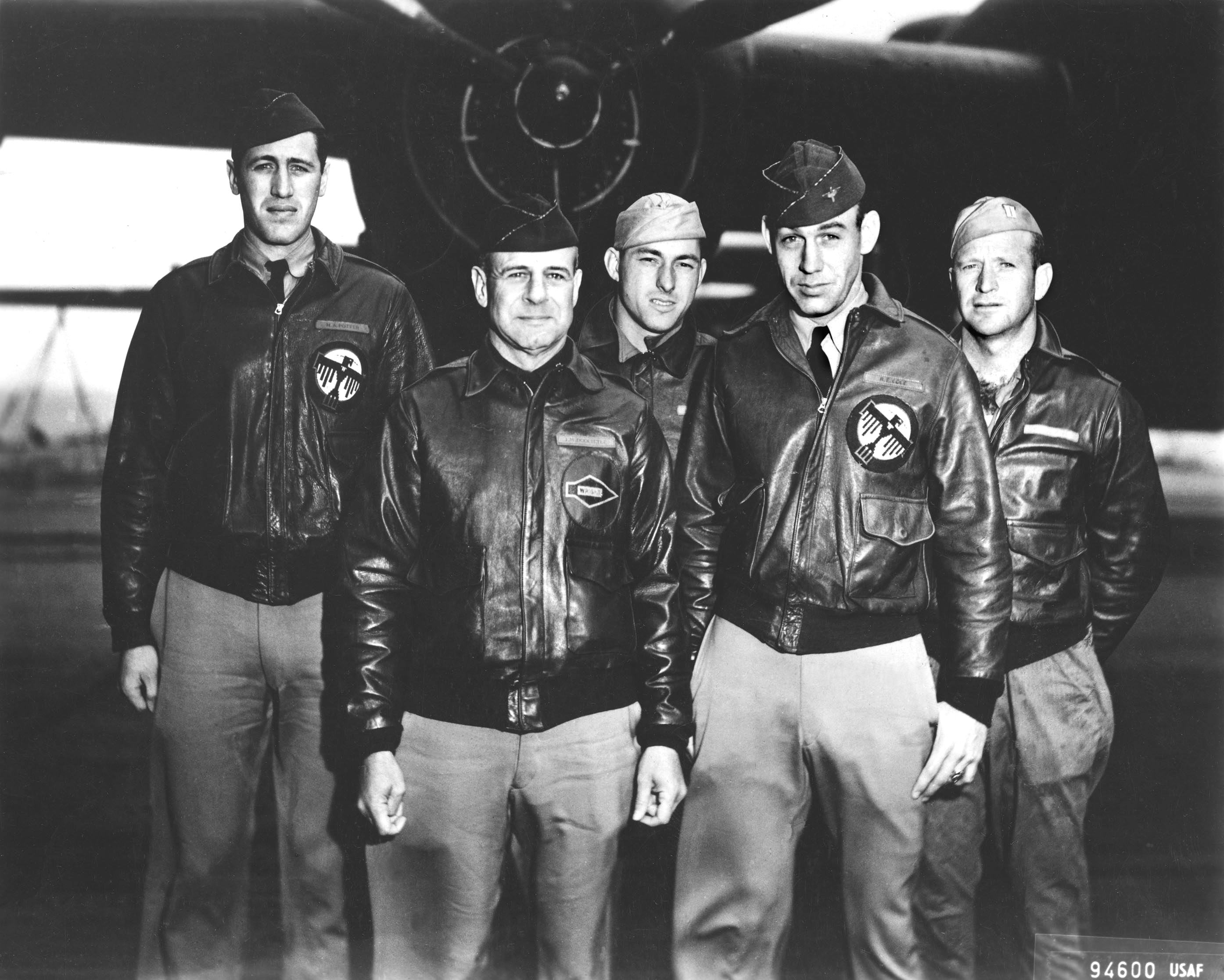
둘리틀 특공대의 1대당 편제. 사진은 둘리틀 본인이 탑승한 폭격기의 편제로 앞줄은 왼쪽부터 제임스 해럴드 둘리틀 중령(기장), 리처드 E. 콜 중위(조종사)이며 뒷줄은 왼쪽부터 헨리 A. 포터 중위(항법사), 프레드 A. 브레머 중사(사격수), 파울 J. 레오나르드 중사(정비사)이다.

이 작전을 위해서 지휘관으로 삼을 제임스 해럴드 둘리틀을, 소령으로 진급한 지 6개월도 안되었음에도 불구하고 강제로 중령으로 보직 진급을 시킨 뒤 부대를 편성했다. 제임스 해럴드 둘리틀은 비행기 조종 실력이 매우 뛰어난 조종사였기 때문인데 실제로도 제임스 해럴드 둘리틀은 여러 비행기 조종 대회에서 우승을 한 적이 있는 매우 뛰어난 비행기 조종사였다. 폭격기 한 대당 장교 3명(기장, 조종사, 항법사)과 부사관 2명(정비사, 사격수) 총 5명씩 16대의 80명의 부대원(48명의 장교와 32명의 부사관)으로 부대를 편성했다. 장교의 경우 기장은 둘리틀 본인만 중령, 소령 1명, 대위 3명 및 중위 11명으로 구성되어 있었다. 기장이 아닌 장교는 전원 중위였다. 부사관은 전원 중사였다.
편제는 다음과 같다.
- 1호: 제임스 둘리틀 중령
- 2호: 트래비스 후버 중위
- 3호: 로버트 M. 그레이 중위
- 4호: 에버렛 W. 홀스트롬 중위
- 5호: 데이비드 M. 존스 중위
- 6호: 딘 E. 홀마크 중위†[6]
- 7호: 테드 윌리엄 로슨 중위
- 8호: 에드워드 J. 요크 대위(포로)[7]
- 9호: 해롤드 F. 왓슨 중위
- 10호: 리처드 O. 조이스 중위
- 11호: C. 로스 그리닝 대위
- 12호: 윌리엄 마쉬 바우어 중위
- 13호: 에드거 E. 맥엘로이 중위
- 14호: 존 앨런 힐거 소령
- 15호: 도널드 G. 스미스 중위
- 16호: 윌리엄 G. 패로우 중위†[8]

1942년 4월 1일, 16기의 B-25 미첼을 탑재한 항공모함 호넷 호 및 호위 순양함 3척, 구축함 3척은 샌프란시스코를 출발했다. 도중에 엔터프라이즈와 순양함 2척, 구축함 4척이 합류해 일본으로 향했다. 공격 예정 전날인 4월 17일, 미해군 함선 레이다에 비친 국적 불명의 2척의 어선을 초계기로 확인 중에 일본군의 감시정이란 것이 확인되었다. 이들 중 1척은 경순양함 내슈빌 호의 포격으로 격침되었고(엔터프라이즈의 함재기의 공격도 받고 있었다), 승무원 14명 전원은 함정과 운명을 같이했다. 발진 예정 해역 앞의 예상 외의 원거리에서 일본군에게 발견되어, 폭격대는 예정보다 빨리 항공모함 호넷 호에서 발진했다. 덧붙여 내슈빌은 또 1척의 감시정을 격침했다.
지미 둘리틀 중령이 인솔하는 B-25 폭격기 16기는 도쿄시, 가와사키시, 요코스카시, 나고야시, 욧카이치시, 고베시를 폭격했다.
일본 측에는 50명의 사망자, 가옥 262호의 피해가 나왔다.
폭격기는 일본 열도를 횡단해, 그 중 12기는 중국 본토에 추락, 3기는 중국 영해에 추락, 나머지 1기는 소련의 블라디보스토크에 착륙했다. 소련에 착륙한 폭격기의 승무원은 억류되었다가 얄타밀약 성립후 석방되었다. 석방 과정은 소련 측에서 포로들을 비밀리에 이란에 있는 영국군 군사기지에 인계한 이후 영국군이 석방했다. 폭격기는 소련군이 압수했다. 이 석방에 대해 소련 측은 대외적으로는 탈옥으로 발표했다. 승무원은 전사가 1명, 행방 불명이 2명, 포로가 8명이고, 나머지는 중국 민간인들의 보호를 받은 이후 미국으로 귀환했다. 대본영은 이 피해를 "적기 9기를 격추했으며, 손해는 적다"고 포장해 발표했다. 그러나 폭격 당일의 날씨는 맑았으며, 추락한 항공기 중 민간인에게는 단 1기도 확인되지 않았기 때문에, 대본영의 발표에 대해 "웃기지 마라. 황군은 아무것도 격추하지 못했다"고 비난하는 사람도 있었다. 한편, 일본군에 체포된 폭격기 승무원은 도시의 무차별 폭격을 실시한 혐의에 대해 포로가 아닌 전쟁범죄자로서 다루어져 조종사 2명과 사격수 1명이 처형되었으며, 5명은 징역을 살았다. 미국은 제네바 협약을 어긴 사형에 대해 "야만적인 만행"이라고 비판했으며, 20세기 폭스는 1944년에 선전 영화 《퍼플 하트》에서 이들을 다루었다.

## 영향

### 미드웨이 해전
이 공격을 보고받은 후에, 본토 방공을 맡고 있던 일본 육군과 해군의 야마모토 이소로쿠 연합 함대 사령장관은 충격을 받았다. 진주만 공격에서 공격을 면한 미국의 항공모함 기동부대는 1942년 초반부터 이미 크고 작은 섬들에 대해 공격하고 있었지만, 이 본토 공습 이후 야마모토 장관이 일본 본토의 안전 확보를 위해 미군 항공모함 섬멸을 위한 교두보로 미드웨이 섬 공략 작전의 실행을 서둘렀다는 설도 있다.

### 중국 대륙 비행장의 파괴
일본 육군은 둘리틀 공습의 재발을 막기 위해 작전에 이용된 저장성 이남의 중국군의 비행장을 이용할 수 없게 하는 것을 목적으로 해, 파견군에 명해 파괴 작전을 실시했다. 작전은 1942년 5월 중순부터 6월에 걸쳐 실시되어 동원 병력 약 18만, 비행기 3개 비행 전대에 의해 목적 비행장의 파괴와 같은 곳을 방어하는 구주퉁이 지휘하는 중국 제3전구군 34개 사단을 격퇴하는 것에 성공한다. 작전은 1942년 9월 30일에 종료되었다.

### 나리마스 비행장
둘리틀 공습은, 일본의 수도 방위에 큰 영향을 미치는 계기가 되었다. 동부 군사령관 나카무라 코타로 대장은, 육군 방공 학교 및 고사포 제 7 연대의 고사기관포를 황궁 주변에 배치해, 1942년 4월 20일에, 독립비행 제 47 중대를 방위 사령관의 지휘하에 두어 수도 방공을 맡겼다. 일본군에서는, 이를 위한 비행장으로서 나리마스 비행장을 건설했다.

### 히로시마 나가사키 원폭 투하
둘리틀 공습으로 폭격에 대한 노하우를 얻은 미군은 3년 4개월 후 히로시마 나가사키 원폭 투하를 시도하게 되었으며 히로시마 나가사키 원폭 투하를 성공시켰다. 이로 인해 일본 제국은 결국 무조건 항복을 선언하게 되었다.

## 의의
일본의 본토는 둘리틀 공습 이전까지 외세에 의해 단 한 번도 직접 타격을 받은 적이 없다.
13세기 여몽연합군의 일본 정벌은 태풍으로 인해 실패하였고, 조선초에 대마도 정벌을 당하였지만 타격은 대마도에 국한되었을 뿐 일본 본토는 타격을 받지 않았다.
그러므로 둘리틀 공습에 의한 일본 본토 직접 타격은 의의가 크다 볼 수 있다.